# Eric Ståhl

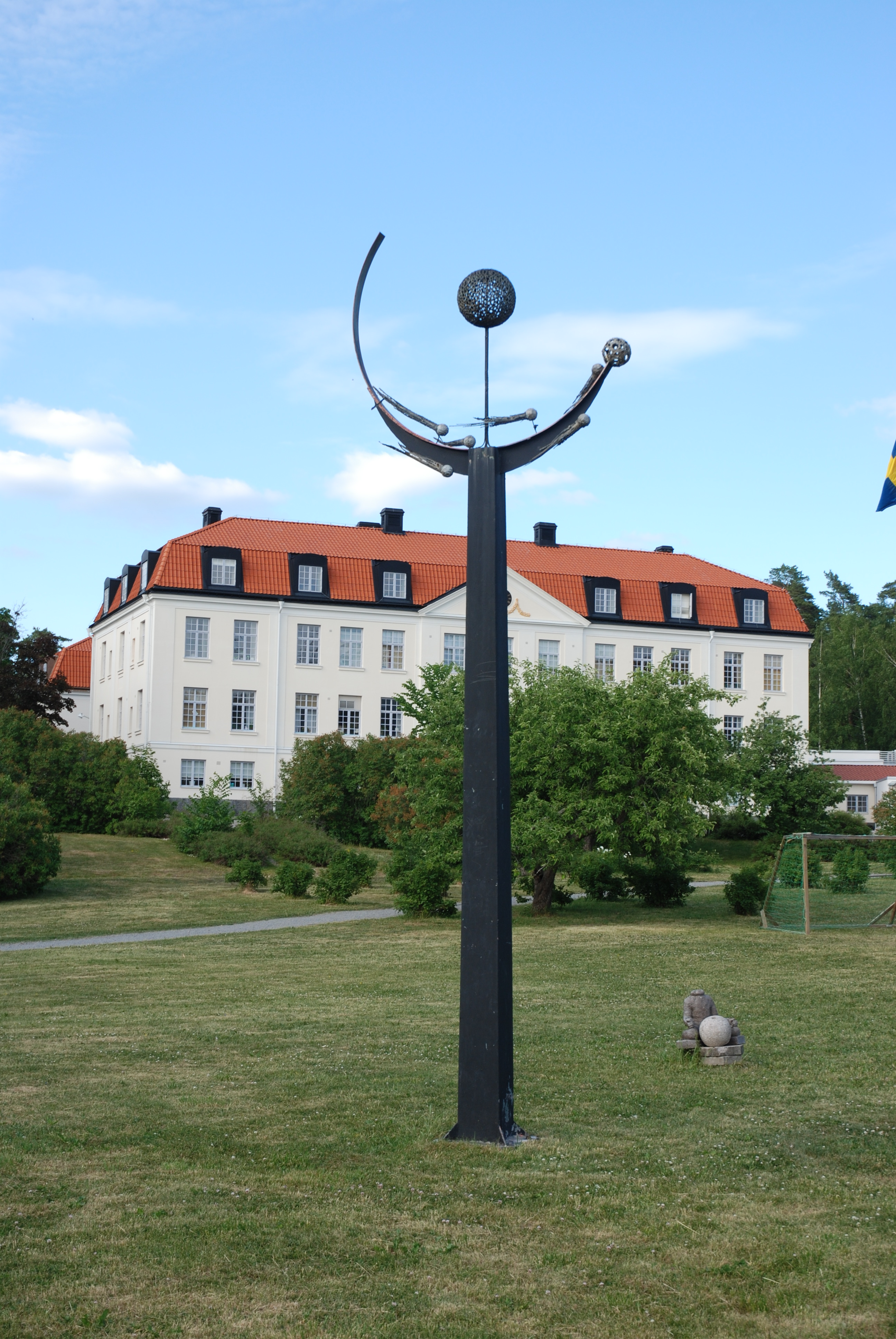
Kosmisk skulptur av Eric Ståhl, med Margarethaskolan i Knivsta i fonden.

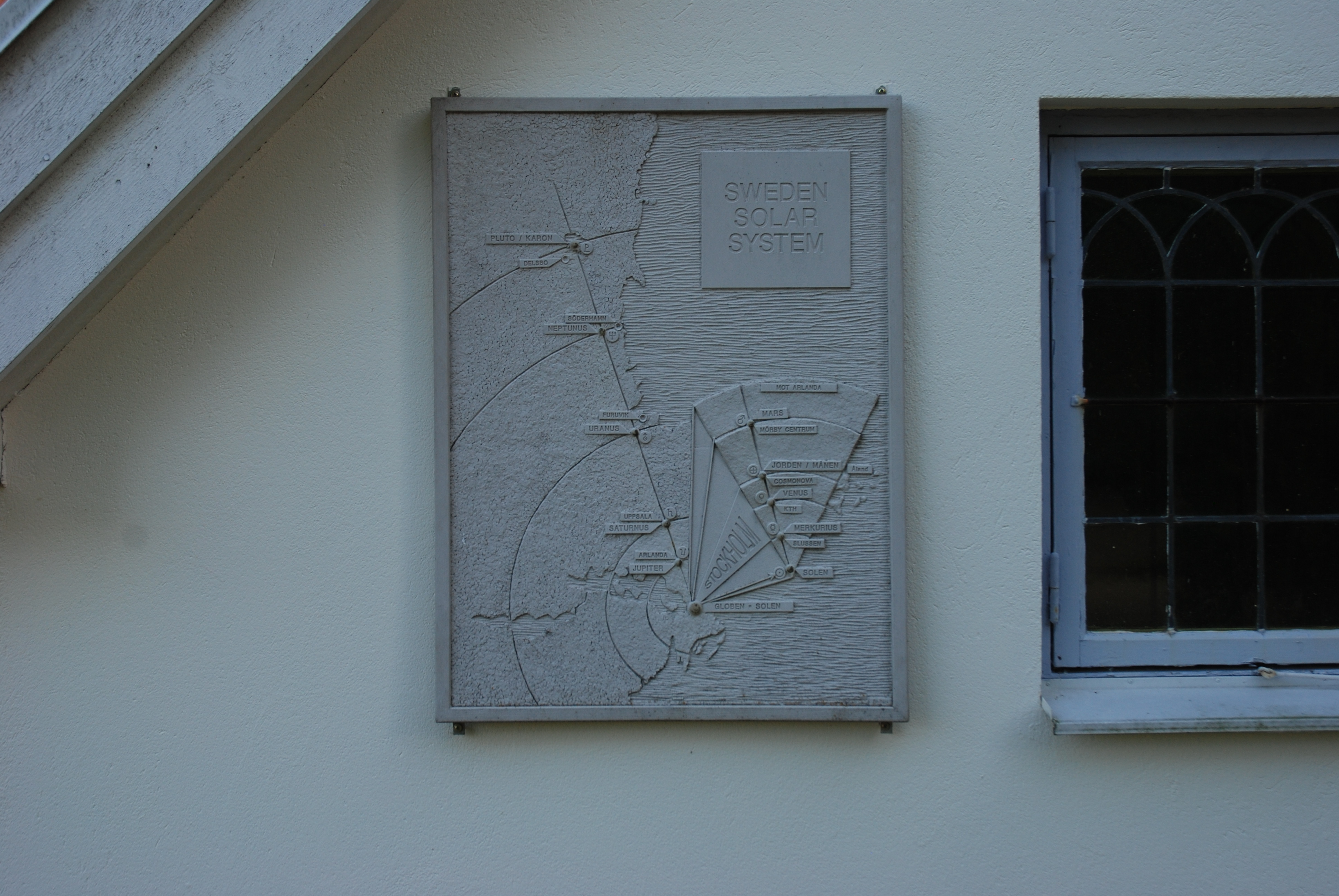
Tavla över Sweden Solar System i Knivsta.

Eric Ingemar Ståhl, född 4 juni 1918 i Uppsala, död 1999 i Alsike, var en svensk skulptör, tecknare, mosaikkonstnär och ritlärare.
Han var son till lokföraren Axel Erik Ståhl och Emma Amalia Jansson samt från 1940 gift med frisören Elsa Ingeborg Forsberg. Ståhl utbildades till modellör vid Upsala-Ekeby 1934–1936 och vid  Uppsala Tekniska skola, samtidigt tog han privatlektioner i skulptering för Adolf Jonsson. Under professor Axel W. Perssons ledning fick han 1937 medverka i utgrävningsexpeditionen till Grekland 1937. Efter rekommendation från Persson fick Ståhl möjlighet att senare under året studera vid Vatikanens mosaik- och skulpturskola i Rom 1937–1938. Ståhl deltog därefter i ett flertal utgrävningsexpeditioner till bland annat Alger, Malta och Turkiet under 1940- och 1950-talen. På uppdrag av Nansen-fondenen deltog han i en expedition till Svalbard 1960 där han gjorde avgjutningar från spåren efter en förhistorisk landjätteödla. Under sina ungdomsår skaffade sig Ståhl extrainkomster genom att teckna illustrationer för vetenskapliga avhandlingar och som utbildad konstnär utförde han ett flertal illustrationsuppdrag för vetenskapliga och populärvetenskapliga bokverk. Vid sidan av sitt eget skapande var han verksam som ritlärare och assistent vid paleontologiska institutionen vid Uppsala universitet. 
Bland hans offentliga arbeten märks bland annat en mosaikutsmyckning för Eriksbergskyrkan i Uppsala, en dopfunt i kalksten för Skellefteå landsförsamlings kyrka, en biskopskräklas i förgylld brons till en kyrka i Syd Rhodesia, och skulpturen Silverfiskarna vid Enköpings yrkesskola samt en porträttrelief av professor Carl Wiman vid Uppsala universitet och skulpturen Tegelbärare vid Folkets hus i Uppsala. Separat ställde han ut i Uppsala universitets ritsal 1958, på Galleri S i Stockholm 1962 och i Upplands-Väsby 1965. Tillsammans med Alf Nilsson ställde han ut i Enköping 1960 och han medverkade i samlingsutställning på Forum i Uppsala och Skutskärs Folkets hus. Hans konst består av teckningar och skulpturer i både naturalistisk och abstrakt stil. Ståhl är representerad vid Uppsala universitetsbibliotek med en medalj. 

## Offentliga verk i urval
- Den långa resan, fontän i Uppsala
- Lek med bollar, skulptur, Hågaby torg, Uppsala
- Det strandade skeppet, skulptur, Storgården i Gamla Uppsala
- Skulptur i Almtuna kyrka, Uppsala
- Skulptur av poeten Olof Thunman vid Särsta Värdshus i Knivsta
- Minnesmärke över kompositören Emil Sjögren, Gula villan, Emil Sjögrens väg i Knivsta
- Skulptur, vid Margarethaskolan i Knivsta
- Ljusbärare i Alsike kyrka
- Silverfiskarna, 1964, utanför Westerlundska gymnasiet i Enköping
- Skulpturen Pluto / Karon i Delsbo, som är en del av Sweden Solar System.

### Fotnoter
1. 1 2  Artnet, Artnet konstnärs-ID: eric-ståhl, läst: 9 oktober 2017.[källa från Wikidata]
2. 1 2  MutualArt.com, MutualArt konstnärs-ID: 24BDF3C1BCA984A2, läst: 9 oktober 2017.[källa från Wikidata]
3. 1 2  Alvin, Alvin-ID: alvin-person:33129.[källa från Wikidata]
4. ↑  Uppsala universitetsbibliotek